# 첨단도서관
첨단도서관은 광주광역시 광산구 월계동 소재의 도서관이다.

## 연혁
- 2004년 1월 29일 공공도서관 건립계획수립
- 2005년 9월 1일 도시계획시설 결정고시(공원조성계획 변경)
- 2005년 9월 8일 도시계획실시계획 인가 고시
- 2005년 11월 14일 공사발주 및 착공
- 2006년 9월 30일 준공
- 2006년 11월 13일 개관

## 시설현황
- 3층 - 학습실(학생열람실과 일반열람실)
- 2층 - 종합자료실, 문화교실1, 문화교실2, 시청각실, 전산실
- 1층 - 어린이자료실, 디지털자료실, 매점, 사무실
- 지하1층 - 전기실

## 이용 안내
이용 시간
휴관일
- 휴관일: 일요일을 제외한 법정공휴일(일요일이 법정공휴일인 경우 휴관)
- 정기 휴관일: 둘째, 넷째 월요일
- 임시 휴관일: 도서관 사정으로 인한 임시휴관일